# Mikael Rieks
Mikael Chr. Rieks (født 6. september 1969 i Slangerup) er en dansk producer og manuskriptforfatter, der bl.a. har produceret filmene Applaus og Karlas kabale og tv-programmer som Clemens Show, FC Zulu og Åndernes magt.
Rieks er gift med skuespilleren Paprika Steen.

## Ekstern henvisning
- Mikael Rieks på Internet Movie Database (engelsk)
- Mikael Rieks på Filmdatabasen
- Mikael Rieks på danskefilm.dk
- Mikael Rieks på Scope
- Mikael Rieks på Svensk Filmdatabas (svensk)
- Mikael Rieks på AlloCiné (fransk)
- Mikael Rieks på The Movie Database (engelsk)